# Winchester Repeating Arms Company

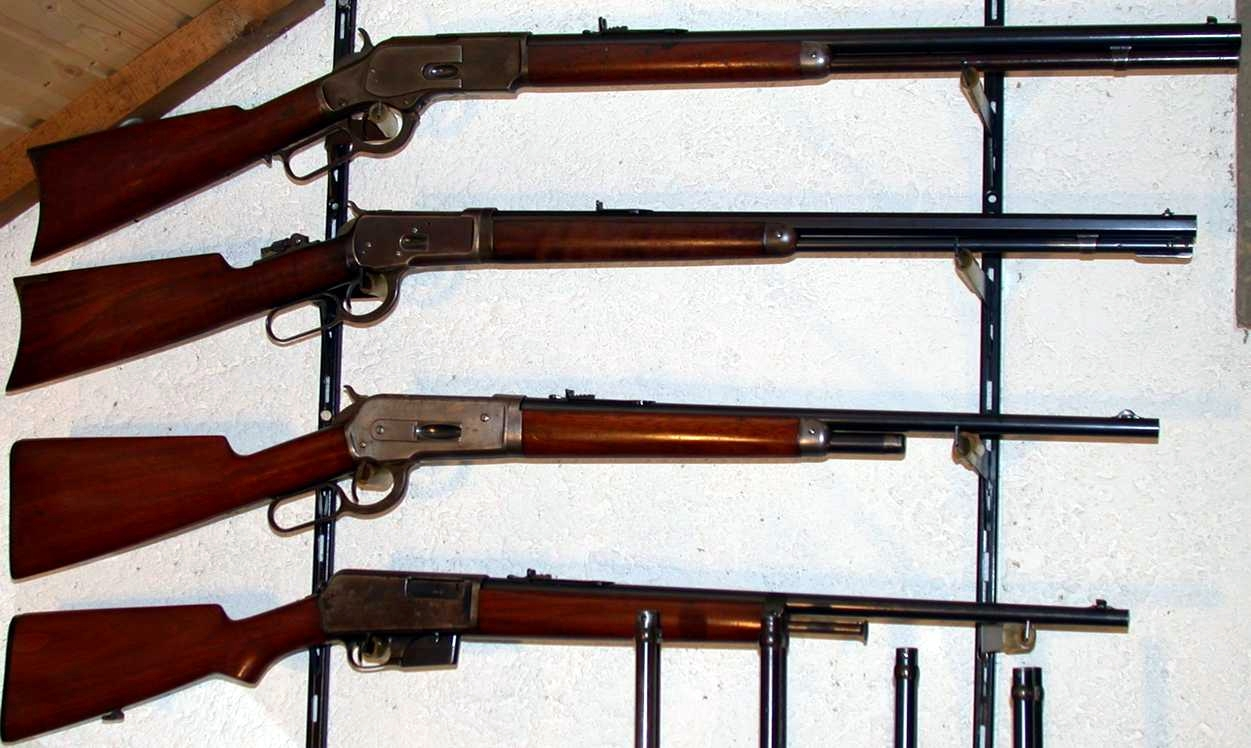
Diverse winchesters

Winchester Repeating Arms Company, vaak kortweg Winchester genoemd, was een Amerikaanse fabrikant van vuurwapens en munitie. De fabriek werd in 1865 opgericht door Oliver Winchester en was sindsdien gevestigd in New Haven in Connecticut. 
Winchester heeft talloze invloedrijke wapens ontworpen (gezamenlijk aangeduid als winchestergeweren) waaronder de M1 Carbine, de M60 en het pump action hagelgeweer. Het bekendste model is de Winchester '66 (verder ontwikkeld uit het Henry repeteergeweer), een geweer waarbij de schutter door het op en neer halen van de trekkerbeugel steeds een nieuwe patroon in de kamer kon brengen. Hierdoor kon hij 12 schoten achter elkaar afgeven. Hiermee was Winchester de eerste wapenfabrikant ter wereld die op grote schaal repeteergeweren ging maken. De Winchester '68 was het meest gebruikte geweer in de tweede helft van de 19e en eerste helft van de 20e eeuw. Mede dankzij de vele westerns groeide het wapen uit tot een icoon van het Wilde Westen. Na overname van de concurrenten Whitney en Marlin heette het bedrijf Winchester, Whitney & Marlin.